# Gremi

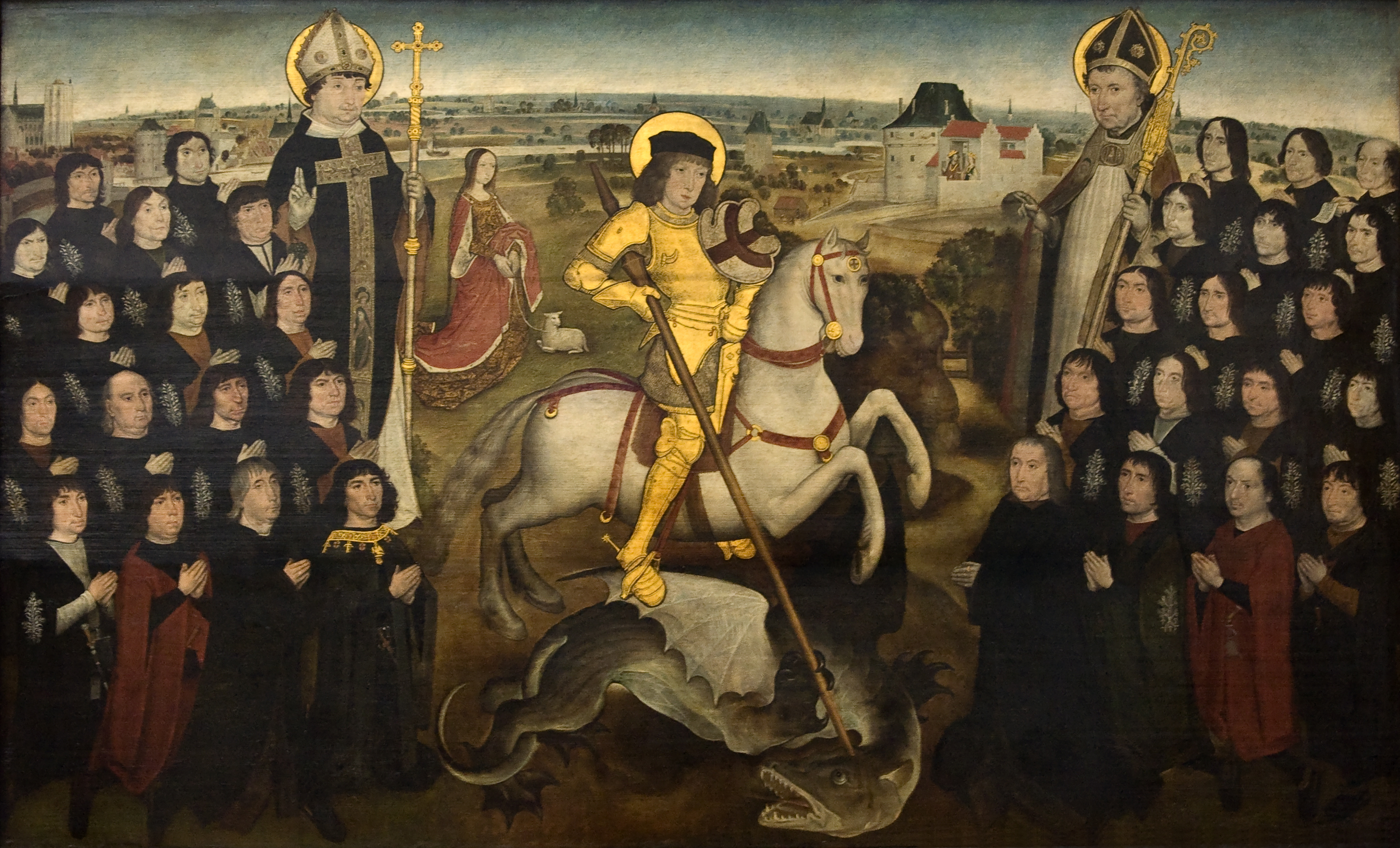
Membres del Gremi de la Gran Ballesta de Malines -Gremi de Sant Jordi- (c.1500) pel mestre del gremi de Sant Jordi de Malines al Museu Reial de Belles Arts (Anvers).

Un gremi o col·legi, antigament confraria és una agrupació de persones que fan el mateix ofici. S'ha de distingir entre els gremis històrics, típics de l'organització dels oficis manual a l'edat mitjana i gremis moderns. En el dret contemporani, és diuen gremis associacions que agrupen empresaris o industrials d'un mateix ram que té capacitat per a establir concerts amb l'administració.
A l'edat mitjana, els membres d'un gremi solien viure al mateix carrer, i en moltes ciutats hi ha carrers que conserven el nom del gremi que hi treballava (Argenteria, Escudellers, etc.). Cada gremi solia tenir un sant patró. La seva funció era taxar el preus de productes. Hi havia lleis específiques creades pels gremis i el seu compliment el supervisava el veedor anomenat per l'administració municipal. Dins els gremis hi havia experts i artesans que ensenyaven a un deixeble o aprenent de l'ofici, és a dir, mestres. Quan aquest aprenent havia complert l'aprenentatge havia de presentar-se davant d'un jurat del gremi i fer una obra mestra (per exemple: si era un boter havia de fer una bota perfecta) i llavors, amb l'aprovació del gremi, podia obrir el seu propi taller acollint a un deixeble. Però si no aconseguia fer l'obra mestra, podia continuar treballant pel seu mestre.
Els gremis van anar creixent en importància fins a arribar a controlar gran part de l'economia de les ciutats (les poblacions que no en depenien s'anomenaven significativament "lliures"). Era molt costós entrar i gaudir dels privilegis associats. Van començar a decaure cap al segle xviii, tot i que encara es mantenen, especialment en algunes professions (gremi d'actors, gremi de transportistes, gremi de flequers, gremi d'àrids…)

## Els col·legis medievals

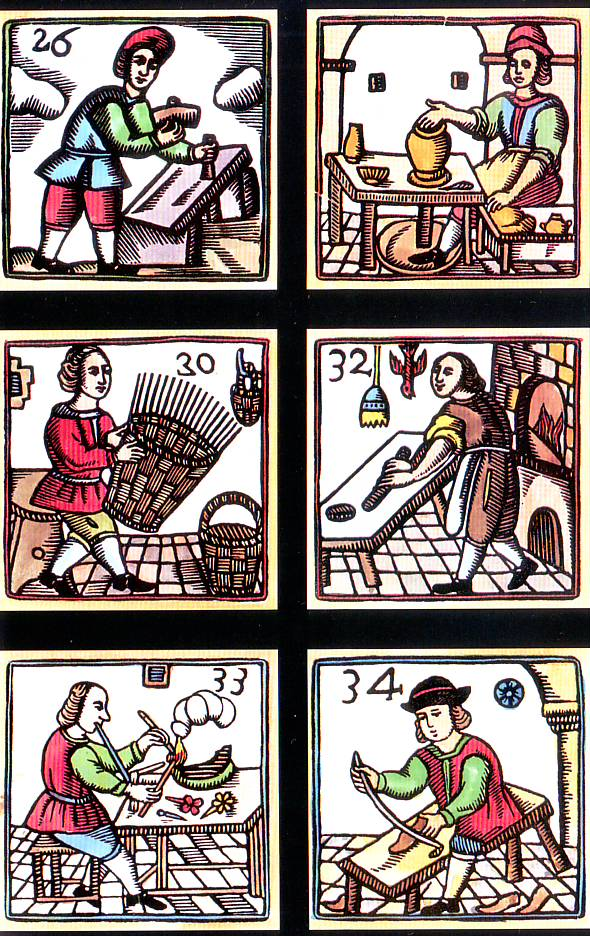
Oficis tradicionals representats en rajoles catalanes.

A l'edat mitjana i fins al segle xvii eren anomenats col·legis o confraries. Cadascun funcionava d'acord amb unes normes o ordinacions aprovades pel govern municipal, interessat a garantir el proveïment del mercat urbà i l'enquadrament de la població a efectes fiscals, de seguretat, etc. El col·legi era, en part, un instrument de les autoritats municipals per al control del món del treball. Però també era una forma de solidaritat horitzontal entre productors i mestres de cada ofici, que s'ajudaven mútuament i es repartien el treball tot evitant la competència.
El col·legi s'ocupava d'assegurar l'adquisició de les primeres matèries, reglamentava la producció i protegia els col·legiats enfront de la competència. La reglamentació de la producció incloïa la quantitat i qualitat de productes per taller, nombre d'oficials i d'instruments, i nivell dels salaris i sous.
Amb la reglamentació del treball pretenien evitar el frau i mantenir els nivells de qualitat, per la qual cosa es pot considerar que reflectien una ètica de l'ofici. Els mestres controlaven els col·legis, sobretot l'accés a l'ofici: l'aprenentatge, el treball dels oficials i l'establiment d'obradors.
En fixar el nivell dels salaris i el temps de treball, i agrupar en una mateixa estructura corporativa mestres i oficials, el col·legi pretenia evitar els conflictes laborals. Tanmateix, les ciutats van conèixer diverses menes de conflictes relacionats amb el món del treball: conflictes entre mestres i oficials sobre les condicions de treball, i conflictes entre els menestrals i l'oligarquia urbana (mercaders i ciutadans) sobre la democratització dels governs municipals amb el teló de fons del proteccionisme i el control del mercat.
Aquests conflictes laborals es comprenen en considerar que la gent dels oficis, tot i ser a ciutat el grup majoritari, eren minoria en els governs municipals.
Extracte traduït de Els carrers de Barcelona de Víctor Balaguer
Heus ací com s'expressa en aquest punt Pi i Arimon, que va recollir les dades de Capmany i n'hi va afegir d'altres de collita pròpia:
| « | El règim i presidència de cada associació estaven encarregats a certs individus de la classe de mestres, amb el títol de prohoms i de cònsols, així com el compliment de les restants atencions incumbia als proveïdors o examinadors, clavaris, síndics, oïdors de comptes etc.; el nombre, a part de ser diferent en les diferents comunitats, va patir alteracions en el discurs dels temps, doncs hi ha llocs on llegim que eren dos, altres tres, quatre, etc. Els prohoms i els cònsols s'extreien per sorteig d'unes bosses en què s'insaculaven les cèdules amb els noms dels candidats: aquest acte es verificava a la casa de la vila. Les ordenances dels gremis comprenien les lleis polítiques tocants a les diferents classes d'aprenents, mossos, mestres i examinadors; a l'elecció de proveïdors, clavaris i altres oficis; a les derrames de les confraries i a l'administració dels fons propis; a la naturalesa, exacció i aplicació de les multes, a les contravencions dels estatuts, a l'ordre i formalitat de les juntes, i finalment a la part tècnica dels oficis respectius. Fixàvem la durada de l'aprenentatge, segons la major o menor dificultat d'assajar i aprendre l'ofici, encara que mai pujava més enllà de sis anys ni baixava de tres. Conclòs aquest termini, l'aprenent havia de fer constar per certificació de mestre, que en res havia faltat a l'escriptura de contracte ajustada amb els seus pares o tutors. A cap mestre li era permès rebre un aprenent ú oficial d'un altre taller, sense consentiment de l'amo d'aquest, ni admetre a un mosso que tingués començada obra en una altra botiga. Cap oficial podia treballar del seu compte ni pública ni clandestinament, sinó a casa d'un mestre aprovat amb obrador públic, ni era lícit a cap gremial treballar en el seu ofici sinó a casa seva. Assenyalàvem també la forma, temps i regularitat de fer els exàmens per evitar tota col·lusió, prestant els examinadors o veedors, un jurament previ de fer-los bé i fidelment, sense deixar-se portar d'odi, amor o passió. A aquell acte no hi podien assistir ni els mestres i ni els parents de l'examinat. Per obrir i mantenir una botiga o obrador d'un ofici era indispensable haver aprovat aquest examen. | » |

A Mallorca, els col·legis de menestrals han estat estudiats per Bartomeu Quetglas i Gayà, que n'identifica més de quaranta, entre els quals destacaren el dels picapedrers, gerrers, carnissers, fusters, cirurgians i barbers, blanquers i assaonadors, ferrers, mariners, paraires de la llana, pescadors i sastres. Això sense comptar les professions liberals (mercaders, juristes, notaris...).

## Antiguitat
Els oficis són més antics que els col·legis. La creació d'un col·legi, primer, i la seva autorització posterior només indiquen una certa importància social i un estatus legal.
D'acord amb una referència del segle xix es comparen a continuació les dates documentades de l'existència de diversos col·legis a les ciutats de París i Barcelona. En cas de dubte caldria consultar altres fonts.
- Nota: Algunes de les referències indicades a la taula documenten l'ofici i no tenen relació amb el col·legi corresponent.

| Barcelona  | Col·legis documentats       | París |
| ---------- | --------------------------- | ----- |
| 1203       | Sabaters                    | 1537  |
| 1218       | Picapedrers                 | 1535  |
| 1252       | Pellaires                   | 1443  |
| 1257       | Terrissaires                | 1473  |
| 1257       | Fusters                     | 1574  |
| 1257       | Serrallers                  | 1411  |
| 1257       | Boters.                     | 1538  |
| 1257       | Freners, esperoners.        | 1577  |
| 1257       | Courers.                    | 1566  |
| 1291       | Pintors, escultors          | 1311  |
| 1301       | Argenters                   | 1330  |
| 1310       | Guanters                    | 1357  |
| 1311       | Assaonadors                 | 1618  |
| 1311       | Pergaminers.                | 1545  |
| 1311       | Bataners.                   | 1594  |
| 1320       | Tintorers.                  | 1357  |
| 1357       | Beiners.                    | 1560  |
| 1377       | Mestres de cases            | 1670  |
| 1390       | Sellers                     | 1409  |
| 1395       | Calderers                   | 1484  |
| 1447       | Gremi de Tenders Revenedors | ?     |
| 1455       | Vidriers.                   | 1467  |
| (1305)1455 | Cerers                      | ?     |
| 1545       | Bonetaires o barreters.     | 1578  |
| 1596       | Ullerers                    | 1581? |

## Importància militar dels gremis de Barcelona

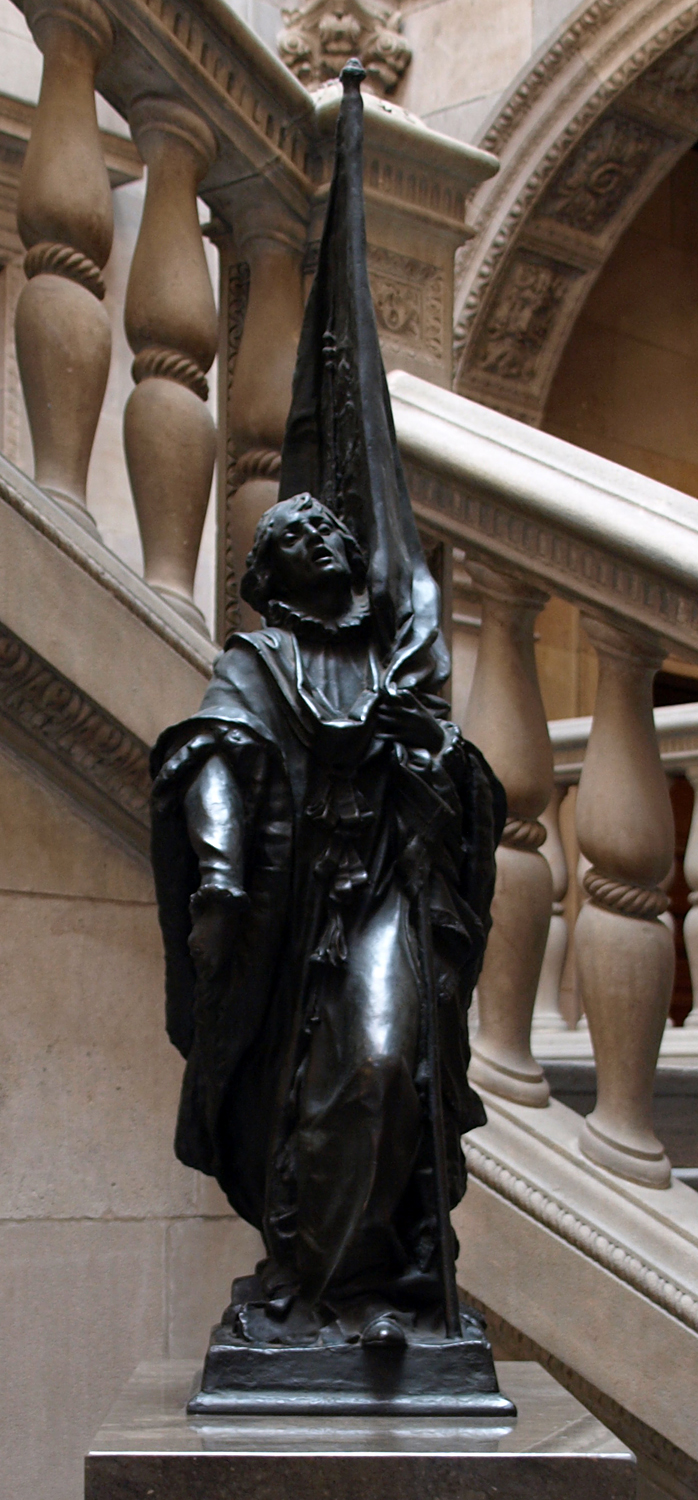
Escultura de Rossend Nobas que representa Rafael de Casanova amb la bandera de Santa Eulàlia.

Quan la defensa de la ciutat ho exigia els gremis formaven un cos d'exèrcit (la host) organitzat per oficis i responent a la crida de sometent. Un dels documents conservats data del 1395.
| « | Die XIII Novembris anno á nativitate Domini mcccxc quinto (1395) comparuit Jacobus Rovira, praeco publicus Civitatis Barchinona, et retulit se ipsa die fecisseet praeconitzasse per Civitatem Barchinonse pnecomtzationeru sequentem : Ara ojats, per manament del vaguer ordonaren los Concellers, el Concell de Cent jurats de la Ciutat, que com sie expedient y necessari que la honor de aquesta Ciutat sie car tenguda e guardada, e ses preheminencies sien en lur extenció e amplea de usos e bous costums observades, deis pus honorables y carregosos actes que la Ciutat ha, sie lo fet de la host vehinal per Somatent,... E com será determenat Sometent haber loch, e la Bandera sera treta per Host vehinal, e posada á la plassa det blat, segons es acostumat, que aquelt die mateix los dits Concellers facen traure e posar lo dit penó dels Ciutedans á la plassa de Sant Jaume, e los Cónsols dels Mercaders lo penó dels Mercaders á la Lotja, e tots los altres officis, cascun en lur plassa, ó porta ó loch ont per elts será ordonat sots ban de L sólidos. | » |
| — Cronicón de Barcelona. Historia de la invicta i memorable bandera de Santa Eulalia. Por Don Mateo Bruguera, Presbítero. Apéndice 3. Ordinaciones para Somatén. De la Host. | |   |

L'obra de referència dona molta informació sobre els diversos gremis convocats. I sobre els penons que calia utilitzar en cas de somaten.

### Defensa de Barcelona. 1714
En la defensa de Barcelona els gremis aportaren uns 4.000 combatents. (Vegeu: La Coronela de Barcelona).

## Documents sobre els col·legis medievals en català
A més de les dades generals sobre els col·legis, alguns exemples puntuals permeten aproximar-se a la realitat de l'època.
- 1203. Documentats, respectivament, per primer cop el terme menestral i el gremi de sabaters a Barcelona.[10][27]

### Gremis de València
Hi ha un estudi que pot consultar-se en xarxa que tracta del tema amb certa profunditat: Instituciones gremiales. Su origen y organización en Valencia. Luís Tramoyeres Blasco. Valencia, 1889.
Dins de l'obra hom pot trobar els detalls següents:
- Un privilegi signat a Lleida el 1242 fa donació de diversos obradors situats a la Vall del Paradís als prohoms del col·legi de sabaters, junt amb tres obradors per a assaonadors al terme de Roters. També consta la donació d'altres obradors per a teixidors i canvistes de moneda.
- Confraries i almoines.

Jaume I va prohibir les confraries del oficis, sense que sigui clar el motiu. L'any 1320 el rei Alfons II en va aprovar unes quantes, de confraries.
- Les primers ordinacions signades són de 1298 i parlen dels ferrers, manescals i argenters, sota l'advocació de Sant Eloi.
  - 1306. Bataners i boneters. Amb Sant Llàtzer per patró. Oficis mecànics d'àrabs conversos (Sant Pere màrtir). Moliners (Mare de Déu del Carme). Calafats (Sant Guillem).

L'any 1329 va quedar oficialment derogada la prohibició de Jaume I i foren atorgats o reformats alguns privilegis: sabaters, pellaires, sastres, fusters, corredors, pagesos, ferrers, argenters, corretgers…
- Fusters.

Item instituhim e ordenam entre nos que los dits andadors haien haver de cinch en cinch anys hun manto e cota e capiró de drap blanch ab lo senyal del dit offici ço es, en lo muscle esquerre una creu tronconada verda e hum cayro davall vermeil al peu ab serra e aixa que son armes del dit offici.—Capítulo XXII de las ordenanzas de carpinteros, 1436. Archivo del Gremio: Libro antiguo de ordenanzas-.

### Agullers, apotecaris, argenters, llibreters, estampers
Hi ha una obra en dos volums de Miquel González i Sugrañes que explica molts detalls d'aqueixos gremis: Contribució a la Historia dels antichs Gremis dels Arts y Oficis de la Ciutat de Barcelona. Barcelona, 1915.
- VOLUM PRIMER. Agullers, apotecaris, argenters.
- VOLUM SEGON. Llibreters. Estampers.[30][31]

### Ballesters menestrals
Els menestrals que fabricaven ballestes tenien normes per assegurar la qualitat del producte: “que algun ballester ne altra persona no gos metre alguna clau en ballesta, si donchs no és acerada e lo rifoll sia d'acer ”. Llibre del Mostassaf de Mallorca.

### Gremi dels “Bastaixosde capçana i macips de ribera”

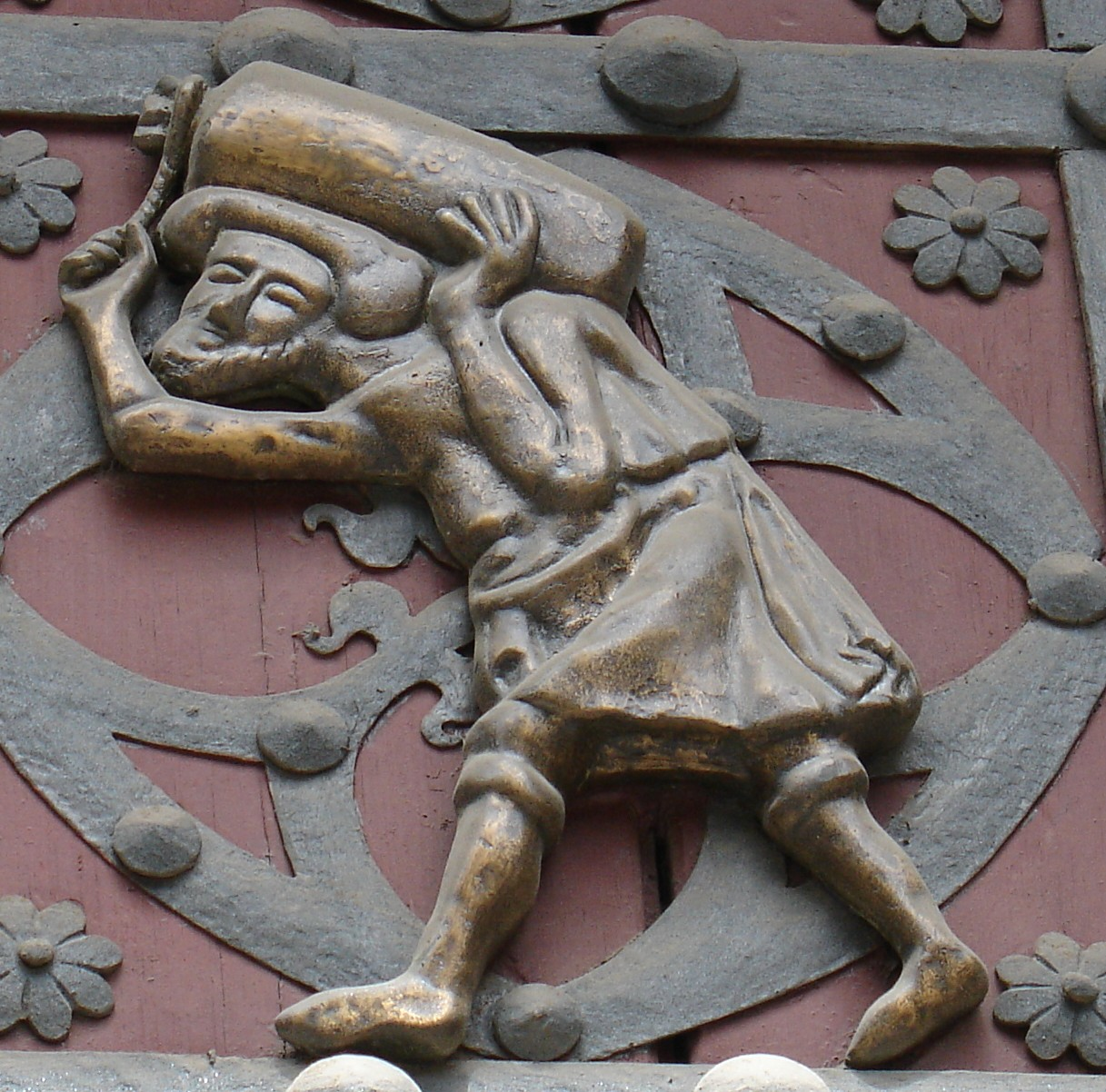
Bastaix representat a l'església de Santa Maria del Mar.

A Barcelona aquest gremi tingué una gran importància. Els seus membres tenien l'exclusiva de transportar les mercaderies descarregades dels vaixells (emprant, entre altres eines, una capçana, una corda o una barra). Tota la pedra de l'església de Santa Maria del Mar fou portada pels bastaixos i macips, des de la pedrera de Montjuic fins a peu d'obra, de franc.

### Calafats
A diferència d'altres oficis relacionats amb la construcció naval, que sovint es contractaven en funció de la producció, els calafats treballaven a jornal fix (des de l'any 1445 a Barcelona) i podien treballar sense presses, garantint una feina acurada i la seguretat dels vaixells.

### Corders de cànem de València
- Fil per a cordes de ballesta.[39]

| «                                                                     | Primerament ordenan e proveheisen que per quant lo fil de ballesta és molt útil e necessari a la cosa publica senyaladamen pera la guerra que lo Rey nostre señor porta contra los infels enemichs de nostra sancta fe catholica: es mester que lo dit fil sia molt bo e de bon canem ab totes les coses necesaries per a la bondat de aquell car si lo contrari se feya les cordes de ballesta que es farien del dit fil no sien fortes…perso es provehit e ordenat que los corders de la present ciutad e contribucio de aquella fassen e sien tenguts fer lo dit fil de ballesta del cor del canem e que lo dit canem sia del regne de Valencia e no de altra part e que lo dit fil tinga trenta quatre brases e cascuna brasa dos alnes de Valencia de llarch e que en lo capdell no puixca haber menys de tres fils etc. . | » |
| — Capítol I de les Ordinacions (de València) de 31 de Febrer de 1511. | |   |

### Gremi dels velers de seda

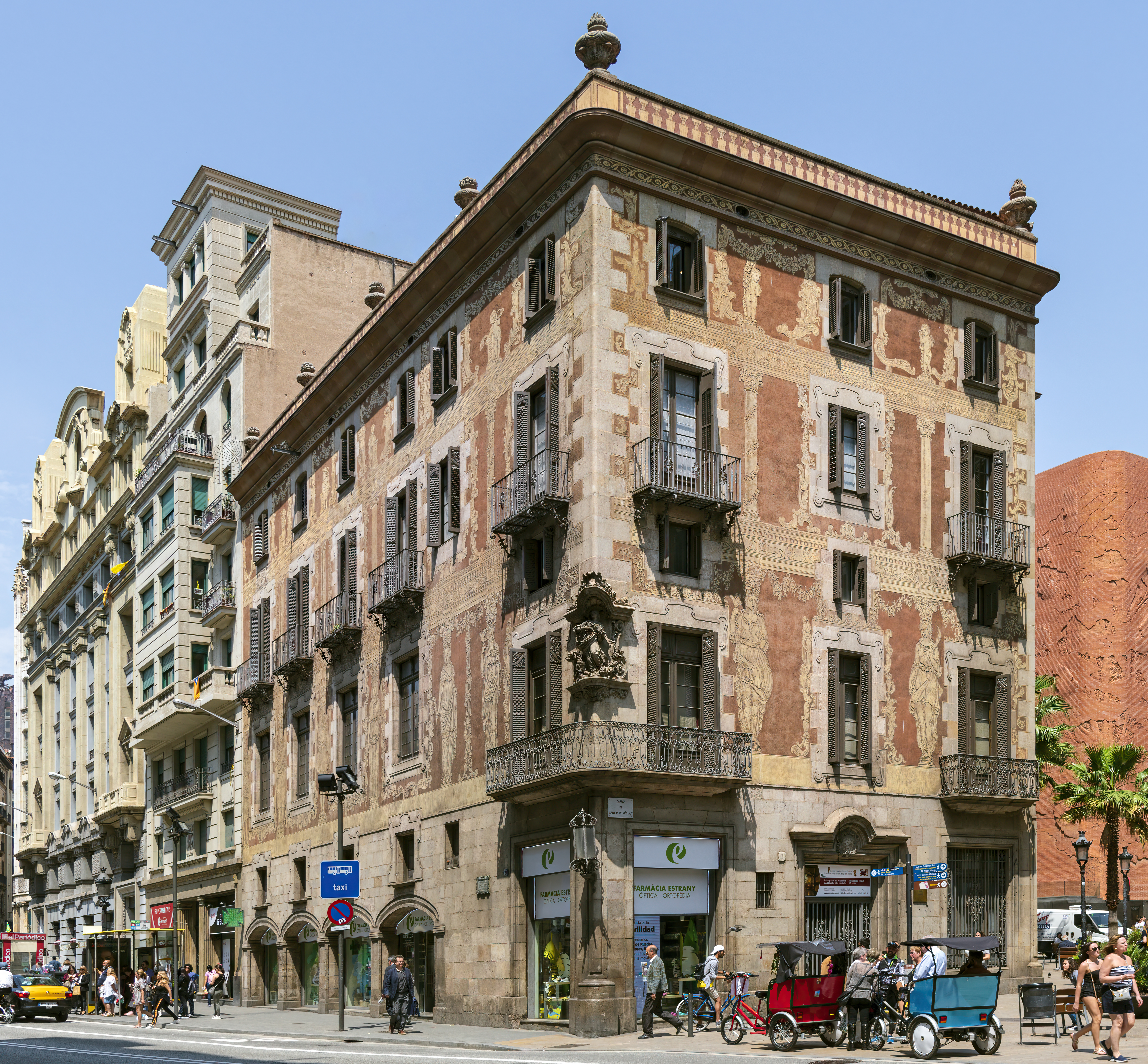
Casa del gremi dels velers.

El Gremi dels velers fou autoritzat l'any 1533 per Carles I.

### Espasers
- 1433. Barcelona. En el "Llibre dels consells" de la confraria d'espasers s'indica la manera de trempar les fulles de les espases.[40]
- En el foli f_099r i altres del "Llibre gremial dels espasers" es parla de “confrare ho confraressa”. Aparentment una dona podia pertànyer a la confraria dels espasers. Potser només com a esposa o viuda d'un espaser.[41]

### Espasers de València
L'any 1425 demanaren confirmació de les seves ordinacions, copiades de les dels espasers de Barcelona.
...Item. Senyor los dits privilegis, capítols e ordinacions vees(?) plaurets a Déu a justícia (e) egualtat car axí son stats obtenguts per la spaseria de ciutat vostra de Barchinonae per vos atorgats (a) aquella segons han pres los prohomens de la spaseria de la dita vostra ciutat de Valencia...1425...Alfonsi Dei gratia Regis Aragonum, Sicilie, Valencie, Majoricam, Sardinie et ...
- Examen dels aspirants a mestres espasers:

Havien de presentar “4 fulles d'espases e recapte per a guarniment de aquelles. Ço és la una fulla de dues mans la qual haie a guarnir vermella. E l'altra fulla sia de una mà la qual haie a esser guarnida mitadada de dues colors. E l'altra de una mà que sia buydada e guarnida tota negra. E la quarta ço és un estoch d'armes tot blanch los quals guarniments se vien(?) e haien a fer per lo volent usa(n)t de la dita spaseria dins la casa e habitació de un dels dits diputats...”.

### Flequers i forners
Com a col·legi oficial es va instituir el 1368. Les seves ordinacions foren publicades l'any 1896 per Salvador Bové i Salvador en l'obra Institucions de Catalunya.

### Esparters. Vidriers.
Hi ha un manuscrit que recull les normes dels dos oficis: “Libre de ordinacions de la confraria dels sperters”, datat l'any 1425. Aquest document es pot consultar gratuïtament.
La lectura és relativament difícil. La transcripció d'alguns fragments a continuació.
- El primer capítol va encapçalat així: Primo. En lo primer capítol De elegir prohoms de sparters e vedriers.
- Que si algú de la dita confraria mourà baralla ab altre o haurà contessa o contrast per qual que rahó axi (hagi?) entre ells com ab altres persones que los dits prohomes a honor de Déu hagen procurar e tractar que pau sie feta entre ells, e açó sie a càrrech de llur ànima ; e si pau noy volen o noy podrien fer que ho degren dir a l'honorable veguer de Barchinona que els degue pendre e tenir presos tro hagen feta pau per ço que major dany no se’n seguesca.
- Que tot home o dona  que volrà esser de la dita confraria se puxa metre en aquella. Emperò que hagen a tenir e servar les presents ordinacions. E altres que per avant seran ordonades.
  - Nota: Cal destacar que la confraria d'esparters admetia dones, sense cap restricció aparent.
- L'any 1456 ja hi figuren els “vedriers”.

### Corallersde Barcelona
Les primeres ordinacions de la Confraria de corallers de Barcelona foren aprovades per la reina Maria de Castella l'any 1453. (Vegeu les pàgines 247, 269, 275 i 287 de la referència).
- Era una de les poques confraries, potser l'única, que permetia que les dones fossin examinades per a esdevenir mestres de l'ofici.[47]

### Revenedors
El Gremi de Tenders Revenedors de Barcelona va ser creat per la gràcia de la reina Maria de Castella en nom del seu marit el rei Alfons el Magnànim, l'any 1447. Des de l'inici fins l'extinció com a gremi, la labor de regulació del mercat va ser primordial, però també l’assistencial, funció que perdura encara en l'actualitat. Ajudar els socis en cas de necessitat, i concretament atendre problemes de caràcter benèfic-social, com ara les vetlles de malalts, l'enterrament de difunts, el socors de necessitats o la recollida d'almoines entre els seus membres, dedicats al que actualment es coneix com a comerç al detall.

### Sastres, pellers i giponers de vell, de València
Hi ha una obra impresa de 1506, consultable en xarxa: Capítols fets entre lo ofici dels sastres e pellers e giponers de vell de la ciutat de Valencia.

### Els barquers de Barcelona
Hi ha un estudi sobre les “Ordinacions dels barquers de la ciutat de Barcelona: 1380-1495”.

### Col·legi de Mercaders de Mallorca
A Mallorca, el Col·legi de Mercaders remunta els seus orígens les primeres organitzacions dels mercaders al segle xiii, llavors encara no reglamentades oficialment. Fou Martí l'Humà qui atorgà el capítol del nou col·legi, l'any 1409. La seva organització girava entorn d'un consell de vint membres elegits anualment segons el sistema de sac i sort a l'Església de Sant Joan de Malta el mateix dia de Sant Joan; al seu torn, aquests vint consellers elegien dos defenedors, que regien i administraven el Col·legi durant el seu mandat. Pel que fa al cens de mercaders elegibles per fer part del consell, l'elaboraven els jurats que pertanyien a l'estament mercantil, encara que posteriorment també hi intervengué el lloctinent.
El Col·legi de Mercaders de Mallorca tenia diverses funcions i privilegis, com ara el de recaptar imposts per tenir una flota que protegís el port i la inspecció dels vaixells mercants, a més de controlar el Consolat de Mar. El 1715, amb els Decrets de Nova Planta, perdé l'autogovern, la facultat de recaptar imposts i les seves obligacions portuàries, que passaren a l'intendent i, més tard, a Hisenda. El 1766 recobrà les funcions de conservació del port, fins que el 1800 s'abolí, per Reial Cèdula, el Col·legi de Mercaders, que seria substituït pel Consolat de Mar i Terra.
El Col·legi de Mercaders fou el més poderós de Mallorca, i així ho reflecteixen els seus edificis institucionals: principalment, la Llotja dels Mercaders, joia del gòtic català, obra de Guillem Sagrera; posteriorment, els mercaders també construïren un edifici per acollir les reunions del consell dels mercaders, que posteriorment fou la seu institucional dels cònsols de mar i terra i avui rep el nom de Consolat de Mar.

## Oficis poc documentats
Hi ha alguns oficis importants el gremi dels quals no pot consultar-se amb facilitat, de manera directa, pel que fa a la seva fundació i ordinacions. Alguns d'aquests oficis són els següents:
- Abaixadors
- Albardeners
- Broquers.[53]
- Gumeners.[54]
- Paraires
- Llauners.[55]
- Roders
- Mestres de carros
- Lloriguers. Fabricants de llorigues. Una lloriga es una peça defensiva.[12][56]
- Bossers.[57][58]

## Extinció

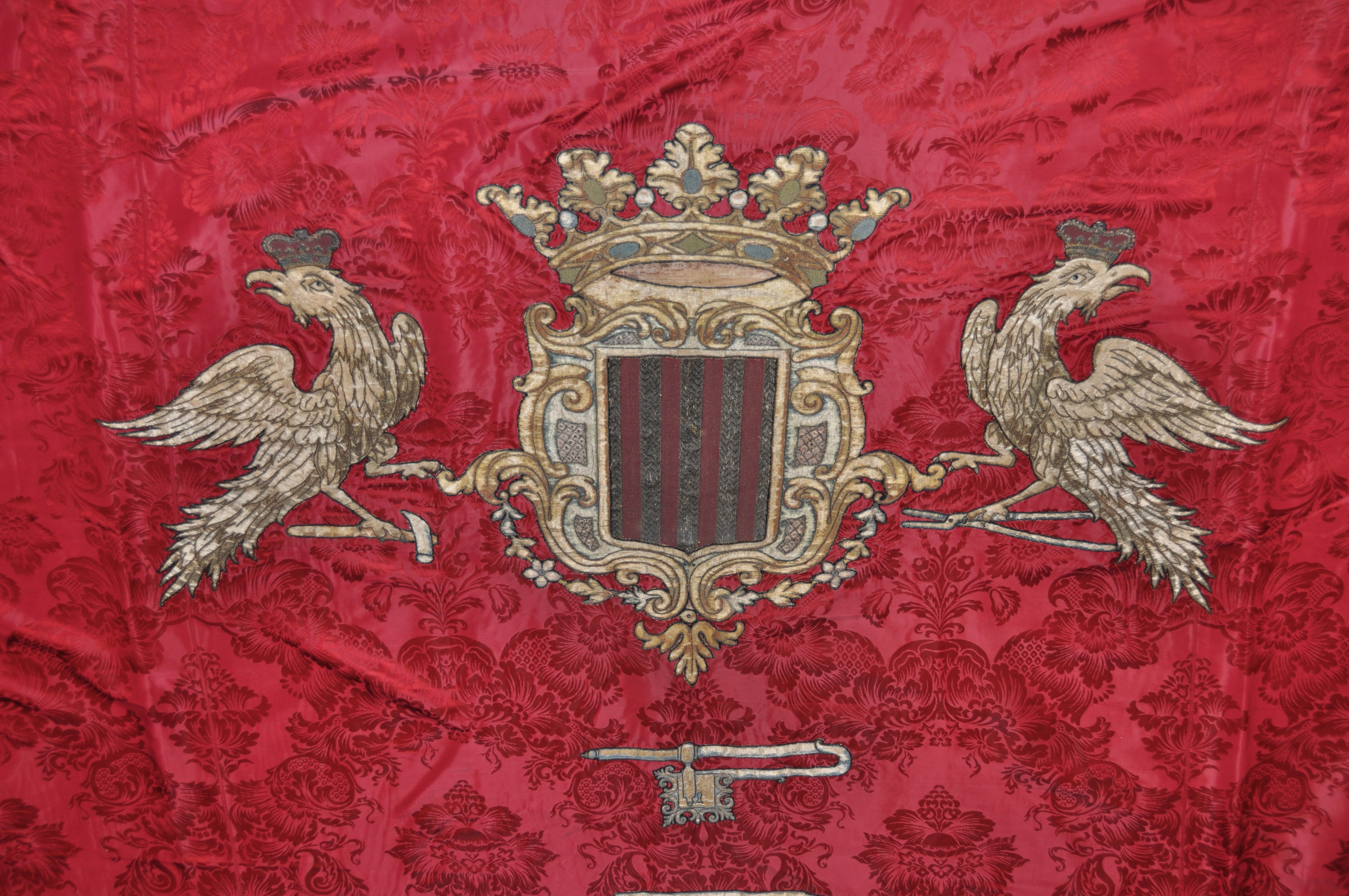
Detall de la bandera del gremi de ferrers i serrallers de Barcelona. 1782. MUHBA

### A França
El decret d'Allarde i la Llei Le Chapelier aprovades en 1791 en el context de la desaparició de l'Antic règim a França abolien els gremis a França i contribuïa, també, a establir la llibertat d'exercir una activitat professional i que impedien el lliure exercici professional, i expressa el compromís amb una forma primitiva i contradictòria de liberalisme econòmic.

### Catalunya

#### Nova Planta
Abans dels decrets de Nova Planta els gremis estaven representats en el poder municipal. A Barcelona, mitjançant el Consell de cent, podien intervenir en les lleis i reglaments de la ciutat i les pròpies ordinacions de les confraries i associacions similars. El decret de Nova Planta designarà les agrupacions existents equivalents amb el nom comú de gremios. No els suprimirà, però els desvincularà de les institucions de poder i els sotmetrà a la Real Audiencia. Qualsevol modificació dels reglaments ha de proposar-se a l'autoritat reial que serà l'única que podrà donar l'aprovació final. Cada gremi està sotmès a l'autoritat del “corregidor” que ostenta el poder d'arbitri en casos conflictius.
- Els gremis no podien reunir-se sense avisar el “corregidor” que presidia personalment o delegava la seva presència en persona de confiança ("teniente").[61][62][63]

#### Decadència
A partir de 1714, igual que els gremis d'altres ciutats, els gremis de Barcelona entraren en crisi. La societat havia canviat, les normes eren diferents, els privilegis exclusius només eren nominals, hi havia una nova fiscalitat, ... Amb independència de les causes el fet és que els gremis entraren en decadència a finals del segle xviii.

#### Defensors i contraris als gremis
Els gremis, en plena època de decadència, tingueren detractors que defensaven la pura i simple supressió: Les Societats Econòmiques d'Amics del País, Pedro Rodríguez de Campomanes, Francisco Martínez de la Rosa i altres. En el cas de Gaspar Melchor de Jovellanos, hi havia l'opinió de que calia mantenir els gremis amb algunes reformes. Altres intel·lectuals estaven a favor de mantenir i recuperar el paper ordenador i creador de riquesa de les antigues associacions gremials : Francesc Romà i Rossell, Ramon Llàtzer de Dou i de Bassols, Antoni de Capmany.

#### Lleis en contra dels gremis
Un decret de 8 de juny de 1813 convertia els gremis en associacions voluntàries. La inscripció en un gremi no era forçosa ni exclusiva. A la retirada de les tropes franceses hi hagué una Reial Ordre del 30 de novembre de 1814, una Consulta de 25 de febrer de 1815 i una Reial ordre de 29 de juny de 1815 modificant, en part, el Decret de 1913. El 30 de juny de 1820 tornà a entrar en vigor el decret de 1813.
Durant el govern de Martínez de la Rosa i Javier de Burgos, pel Reial Decret de 20 de gener de 1834 els gremis perderen el fur privilegiat i passaren a dependre dels ajuntaments. L'Ordre de 30 de juny de 1836 ordenava als governadors civils que imposessin el decret de 1834.

## Els gremis moderns
A Catalunya la tradició dels gremis està molt arrelada, de tal manera que malgrat l'extinció dels gremis històrics, nombroses associacions professionals de sectors molt diversos van seguir adoptant el nom de gremi i encara ho segueixen fent en el present. En aquest sentit és sinònim amb associació professional. Els treballadors d'un mateix sector o ofici s'agrupen avui dia per a tenir poder de veu i decisió a temes que comparteixen, com pot ser la formació, la qualitat, la publicitat de productes comuns, etc. En aquest darrer sentit, un exemple va ser el gremi de gelaters d'Espanya, que diversos anys ha fet campanyes d'anuncis a la televisió pels gelats en general, sense especificar cap marca, i volent donar una imatge que, si estan fets amb bons ingredients, són sans i poden consistir en un berenar o sopar.
En aquest sentit, un altre gremi actiu és el Gremi de pastissers de Barcelona, que destaca per, entre altres coses, potenciar els dolços tradicionals catalans associats a les festes, com bunyols de Quaresma, mones, panellets, torrons, tortell de reis, coca de llardons, etc. a més dels clàssics als Països Catalans (braç de gitano, tortell, xuixo, ensaïmada, canya de crema o de xocolata, flauta, etc.) i les noves creacions, com el pa de Sant Jordi. A més de concursos, etc. A Occitània, concretament al Llemosí, el gremi de pastissers ha creat també un pastís que vol ser símbol de la regió: el treipaïs.
L'any 1980 es va constituir el Consell de Gremis de Comerç, Serveis i Turisme de Barcelona.
Actualment perdura l'Associació Antic Gremi de Revenedors, 1447 Arxivat 2022-05-21 a Wayback Machine. com a una entitat sense ànim de lucre, inscrita a la Generalitat de Catalunya, hereva directa de l'antic gremi de Tenders Revenedors fundat l'any 1447. Com des dels seus inicis, perdura la funció assistencial i compleix la seva funció amb els associats, descendents directes dels antics agremiats.

## Patrimoni dels antics gremis de Barcelona

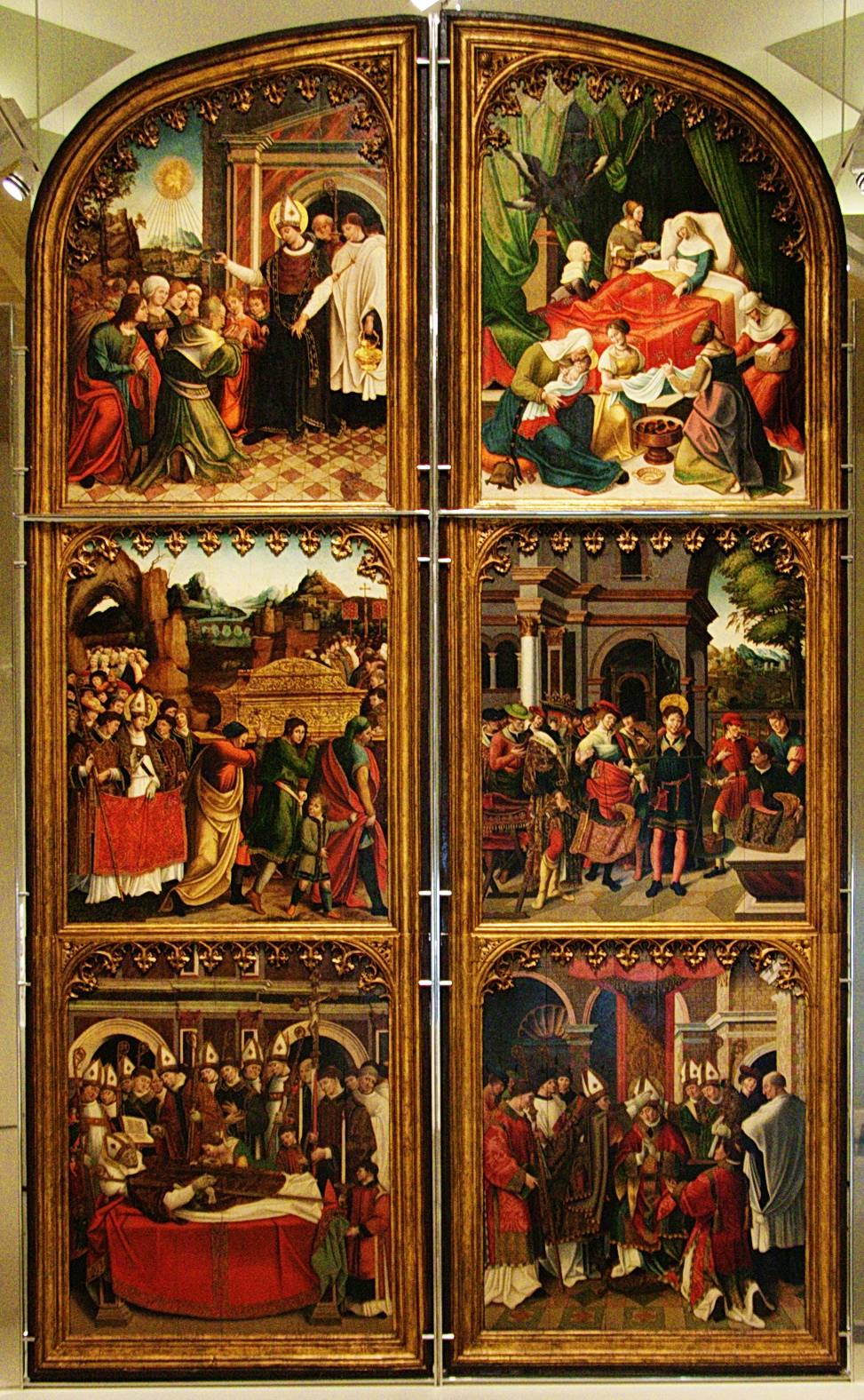
Retaule de sant Eloi, patró dels argenters de Barcelona, obra de Pere Nunyes (MNAC)

El patrimoni documental dels antics gremis de Barcelona es troba recollit, principalment, a l'Arxiu Històric de la Ciutat. Però també en altres centres arxivístics i patrimonials com l'Arxiu Nacional de Catalunya, l'Arxiu de la Corona d'Aragó, l'Arxiu Notarial, el Museu Marítim, la Cambra de Comerç, etc. En alguns casos és custodiat per les mateixes entitats que han succeït els antics gremis, com ara el Col·legi de l'Art Major de la seda.
Quant al patrimoni artístic, el MNAC conserva alguns retaules que foren promoguts pels gremis barcelonins com ara el retaule de sant Agustí dels blanquers i el retaule de sant Miquel dels Gremi de Tenders Revenedors, ambdós obra de Jaume Huguet. També s'hi troba el retaule de Sant Eloi del gremi d'argenters.
Al Museu del Louvre de París es conserva una taula de Jaume Huguet que representa la flagel·lació de Jesús i que formava part de l'antiga capella del gremi de sabaters.
A la Seu de Manresa es conserva el retaule de Sant Marc (1346), pintat per Arnau Bassa, de la Confraria i Gremi dels Sabaters que provenia de l'antiga capella de Sant Marc de la Catedral de Barcelona.
Així mateix, el Museu d'Història de Barcelona conserva importants testimonis que reflecteixen l'activitat dels gremis i la seva presència determinant en la vida de la ciutatː les banderes amb què participaven en solemnitats com la processó de Corpus, algunes d'elles amb magnífics brodats; els draps mortuoris que es feien servir per a les exèquies funeràries dels membres dels gremis; imatges dels sants patrons d'alguns gremis; reliquiers d'aquests sants patrons (destaca el de sant Abdó i sant Senén, del gremi d'hortolans, del segle xv); mobiliari de les seus gremials; eines; etc.

## L'arbre dels oficis
Amb motiu de l'Exposició Internacional de Barcelona de 1929, el dibuixant Joan Vila i Pujol, conegut com a D'Ivori, va realitzar una composició en forma de tríptic, que es va exposar al Pavelló de la Ciutat de l'Exposició i que actualment es conserva a l'Arxiu Històric. Hi són representats els antics oficis, cada un d'ells amb el seu sant patró, formant una mena d'arbre genealògic